# Прапор Миколаєва
Пра́пор Микола́єва затверджений 2 липня 1999 року рішенням Миколаївської міської ради.

## Опис
Прямокутне полотнище білого кольору з двома хвилястими горизонтальними смугами, на яких по центру прапора зображення герба міста Миколаєва висотою, що дорівнює 2/5 ширини прапора. Ширина кожної зі смуг дорівнює 1/8 ширини прапора. Смуги відокремлені одна від одної вузькою білою смугою, розмір якої становить 1/16 ширини прапора. Співвідношення ширини прапора до його довжини — 2:3. Зворотний бік прапора є дзеркальним відображенням лицевого боку.

## Значення символіки
Білий колір має означати мир та добробут мешканців міста, дві хвилясті блакитні смуги — це символ двох річок, в гирлі яких народилося місто Миколаїв. 10 вересня 1999 р. у день 210-річчя Миколаїв прапор освячений і піднятий над міськвиконкомом.

## Історія
Перший прапор міста був освячений у день столітнього ювілею. Григорій Ге у своєму «Историческом очерке столетнего существования города Миколаєва при устье Ингула» описує прапор так:

| Миколаївське громадське правління створило новий міський прапор з білого атласного полотнища, на обох сторонах якого вишитий новий герб міста. На верхньому кінці древка в позолоченім списі наскрізна різьба подає: вгорі — вензель Імператора Олександра ІІІ, а в середині, поміж цифрами 1790 і 1890, — срібний вензель Катерини ІІ |.
Прапор був подібним до затвердженого раніше імператором прапора севастопольського градоначальника — біле полотнище з гербом міста.